# Гебхард фон Мансфелд
Йохан Гебхард I фон Мансфелд-Фордерорт (на немски: Johann Gebhard I von Mansfeld-Vorderort; Johann Gebhard von Mansfeld; * ок. 1524; † 2 ноември 1562, Брюл, Рейнланд) от фамилията на графовете на Мансфелд-Фордерорт, е архиепископ на Кьолн (1558 – 1562).

## Живот
Той е син, 16-о дете, на граф Ернст II фон Мансфелд-Фордерорт (1479 – 1531) и втората му съпруга графиня Доротея фон Золм-Лих (1493 – 1578), дъщеря на граф Филип фон Золмс-Лих (1468 – 1544) и графиня Адриана фон Ханау (1470 – 1524).
През 1538 г. Гебхард учи в катедралния капител в Кьолн, и е също пропст в манастир Гереон в Кьолн и в манастир Сервациус в Маастрихт. От 1541 г. той принадлежи към Кьолнския катедрален капител. През 1547 г. става хорепископ и 1548 г. субдекан на катедралния капител. Той има любовница Катарина („Трингин“) Ябах, която задържа и като архиепископ.
На 26 юни 1558 г. той е избран за архиепископ на Кьолн. Папата Павел IV го одобрява на 31 януари 1560 г.
Той умира внезапно на 2 ноември 1562 г. в Брюл малко преди избора на Максимилиан II за римско-немски крал във Франкфурт на Майн. Заради липса на пари той е погребан без гроб в Кьолнската катедрала между неговите двама предшественици.

## Деца
Йохан Гебхард има дъщеря:
- Сибила фон Мансфелд, омъжена I. за Едуард (Егберт) фон Бохолтц († сл. 1590), II. на 20 юли 1613 г. за Йохан Егеной († пр. 1616)